# ピール伯爵
ピール伯爵（英語: Earl Peel）は、連合王国貴族の伯爵位。第2代ピール子爵ウィリアム・ピールが1929年に叙されたのに始まる。

## 歴史
巨大な紡績工場の経営者で下院議員でもあったロバート・ピール(1750–1830)は、1800年11月29日にグレートブリテン準男爵位(ドレイトン・マナーの)準男爵(Baronet "of Drayton Manor")に叙せられた

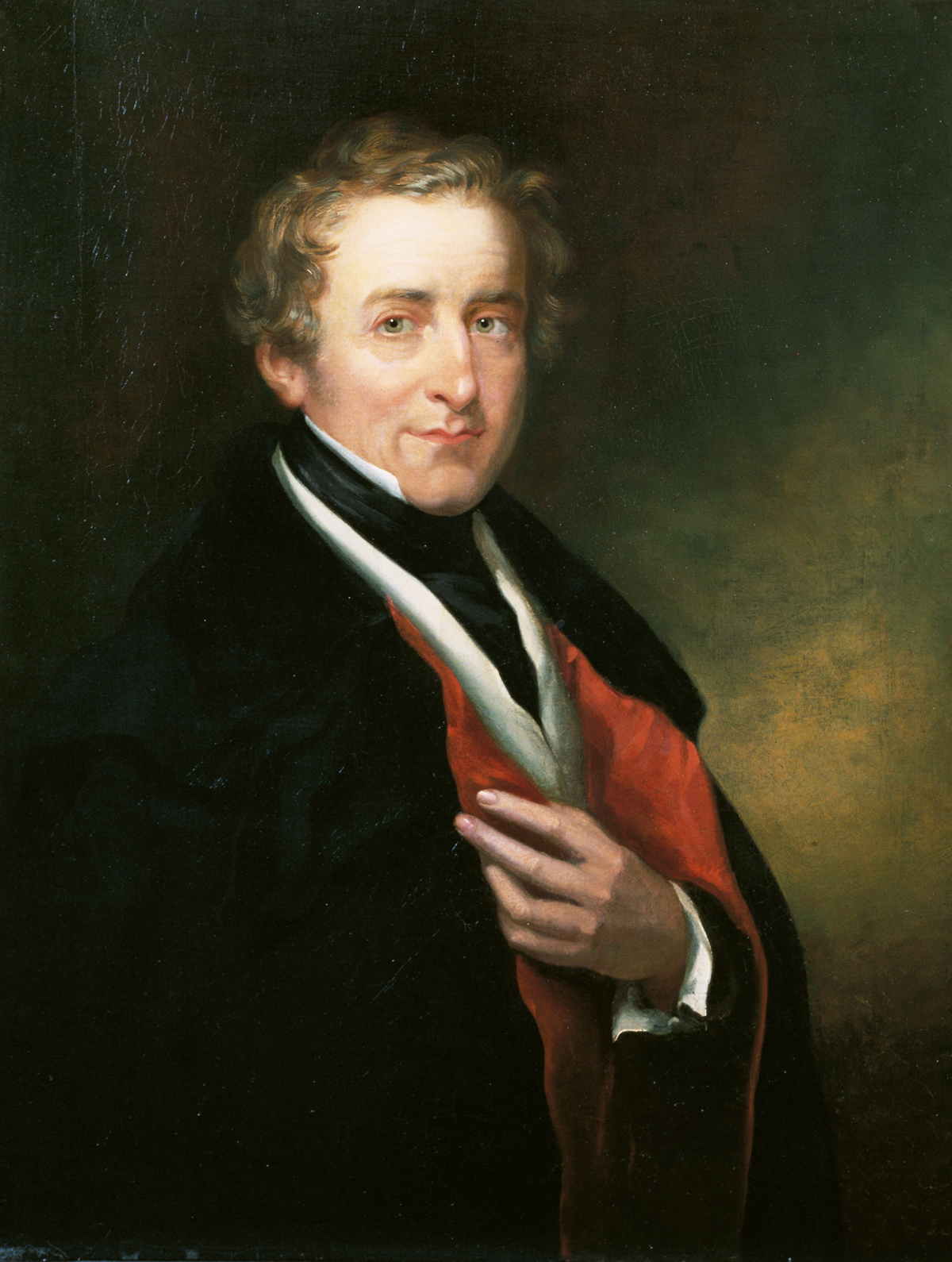
ヴィクトリア朝前期に英国首相を務めた第2代準男爵ロバート・ピール(ロバート・リチャード・スカンラン画)

その息子の2代準男爵ロバート・ピール(1788–1850)はトーリー党(保守党)の下院議員として政界入りし、閣僚職を歴任した後、1834年から1835年と1841年から1846年にかけて保守党政権の首相を務めた。ピール銀行条例制定や穀物法廃止などの事績がある
2代準男爵の死後、その長男ロバート・ピール(1822–1895)が3代準男爵を継承した。彼はピール派・自由党の庶民院議員を務め、1861年から1865年にかけて第3代パーマストン子爵ヘンリー・ジョン・テンプル内閣のアイルランド担当大臣を務めた。
一方、2代準男爵の五男アーサー・ウェルズリー・ピール(1829–1912)も自由党の下院議員となり、1884年から1895年まで庶民院議長を務めた後、1895年5月9日に連合王国貴族爵位ベッドフォード州におけるサンディーのピール子爵(Viscount Peel, of Sandy in the County of Bedford)に叙せられ、貴族院議員に転じた。
その息子である2代ピール子爵ウィリアム・ロバート・ウェルズリー・ピール(1867–1937)は、襲爵前に保守党の庶民院議員を務め、襲爵して貴族院議員に転じた後、保守党政権(もしくは保守党参加政権)においてインド担当大臣（在職1922年-1924年、1928年-1929年)をはじめ閣僚職を歴任し、1929年7月10日に連合王国貴族爵位ピール伯爵(Earl Peel)、およびハンプシャー州におけるクランフィールドのクランフィールド子爵(Viscount Clanfield of Clanfield in the County of Hampshire)に叙せられた。
一方準男爵位の方はこれと別系統で継承され続けていたが、6代準男爵ロバート・ピール(1920–1942)が第二次世界大戦中の1942年4月5日に英領スリランカ・コロンボにおける日本軍との戦闘で戦死した。彼には子供がなかったため、2代準男爵に遡っての分流である2代ピール伯爵アーサー・ウィリアム・アシュトン・ピール(1901–1969)が7代準男爵も継承することになった
その息子で現在の当主である3代ピール伯ウィリアム・ジェイムズ・ロバート・ピール(1947-)は、1999年に世襲貴族の議席が92議席に限定された後も世襲貴族枠の貴族院議員に選ばれている。また2006年から宮内長官を務めている。
紋章に刻まれるモットーは「産業(Industria)」。

## 現当主の保有爵位/準男爵位
現当主ウィリアム・ジェイムズ・ロバート・ピールは以下の爵位・準男爵位を保持している。
- 第3代ピール伯爵 (3rd Earl Peel)
(1929年7月10日の勅許状による連合王国貴族爵位)
- ベッドフォード州におけるサンディーの第4代ピール子爵 (4th Viscount Peel, of Sandy in the County of Bedford)
(1895年5月9日の勅許状による連合王国貴族爵位)
- ハンプシャー州におけるクランフィールドの第3代クランフィールド子爵 (3rd Viscount Clanfield, of Clanfield in the County of Hampshire)
(1929年7月10日の勅許状による連合王国貴族爵位。法定推定相続人の儀礼称号）
- (ドレイトン・マナーの)第8代準男爵 (8th Baronet "of Drayton Manor")
(1800年11月29日の勅許状によるグレートブリテン準男爵位)

## 歴代当主

### （ドレイトン・マナーの）準男爵（1800年）
- 初代準男爵サー・ロバート・ピール (Robert Peel, 1750–1830)
- 2代準男爵サー・ロバート・ピール (Robert Peel, 1788–1850) 先代の長男。英国首相
- 3代準男爵サー・ロバート・ピール（英語版） (Robert Peel, 1822–1895) 先代の長男
- 4代準男爵サー・ロバート・ピール (Robert Peel, 1867–1925) 先代の長男
- 5代準男爵サー・ロバート・ピール (Robert Peel, 1898–1934) 先代の長男
- 6代準男爵サー・ロバート・ピール (Robert Peel, 1920–1942) 先代の長男
- 7代準男爵アーサー・ウィリアム・アシュトン・ピール（英語版） (Arthur William Ashton Peel, 1901–1969) 2代ピール伯

### ピール子爵（1895年）
- 初代ピール子爵アーサー・ウェルズリー・ピール (Arthur Wellesley Peel, 1829–1912) 2代準男爵の五男
- 2代ピール子爵ウィリアム・ロバート・ウェルズリー・ピール (William Robert Wellesley Peel, 1867–1937) 先代の長男。1929年にピール伯爵

### ピール伯爵（1929年）
- 初代ピール伯爵ウィリアム・ロバート・ウェルズリー・ピール (William Robert Wellesley Peel, 1867–1937)
- 2代ピール伯爵アーサー・ウィリアム・アシュトン・ピール（英語版） (Arthur William Ashton Peel, 1901–1969) 先代の長男。1942年に7代準男爵位を継承
- 3代ピール伯爵ウィリアム・ジェイムズ・ロバート・ピール（英語版） (William James Robert Peel, 1947-) 先代の長男
  - 法定推定相続人は現当主の長男クランフィールド子爵(儀礼称号)アシュトン・ロバート・ジェラード・ピール(Ashton Robert Gerard Peel, 1976-)
    - その法定推定相続人はその息子のニコラス・ロバート・ウィリアム・ピール(Nicholas Robert William Peel, 2015-)

## 家系図
| 1800年準男爵                                      |                                                   |                                                   |                                                   |                                                   |                                                   |                  |  |                                                                  |                                                                  |                                                                  |                                                                  |                                                                  |                                                                  |  |  |  |  |  |  |  |  |  |  |  |  |
| 初代準男爵 ロバート・ピール (1750-1830)           |                                                   |                                                   |                                                   |                                                   |                                                   |                  |  |                                                                  |                                                                  |                                                                  |                                                                  |                                                                  |                                                                  |  |  |  |  |  |  |  |  |  |  |  |  |
|                                                   |                                                   |                                                   |                                                   |                                                   |                                                   |                  |  |                                                                  |                                                                  |                                                                  |                                                                  |                                                                  |                                                                  |  |  |  |  |  |  |  |  |  |  |  |  |
|                                                   |                                                   |                                                   |                                                   |                                                   |                                                   |                  |  |                                                                  |                                                                  |                                                                  |                                                                  |                                                                  |                                                                  |  |  |  |  |  |  |  |  |  |  |  |  |
| 2代準男爵 ロバート・ピール (1788–1850) (英国首相) | 2代準男爵 ロバート・ピール (1788–1850) (英国首相) | 2代準男爵 ロバート・ピール (1788–1850) (英国首相) | 2代準男爵 ロバート・ピール (1788–1850) (英国首相) | 2代準男爵 ロバート・ピール (1788–1850) (英国首相) | 2代準男爵 ロバート・ピール (1788–1850) (英国首相) |                  |  | ジョナサン・ピール (1799–1879)                                   | ジョナサン・ピール (1799–1879)                                   | ジョナサン・ピール (1799–1879)                                   | ジョナサン・ピール (1799–1879)                                   | ジョナサン・ピール (1799–1879)                                   | ジョナサン・ピール (1799–1879)                                   |  |  |  |  |  |  |  |  |  |  |  |  |
| 2代準男爵 ロバート・ピール (1788–1850) (英国首相) | 2代準男爵 ロバート・ピール (1788–1850) (英国首相) | 2代準男爵 ロバート・ピール (1788–1850) (英国首相) | 2代準男爵 ロバート・ピール (1788–1850) (英国首相) | 2代準男爵 ロバート・ピール (1788–1850) (英国首相) | 2代準男爵 ロバート・ピール (1788–1850) (英国首相) |                  |  | ジョナサン・ピール (1799–1879)                                   | ジョナサン・ピール (1799–1879)                                   | ジョナサン・ピール (1799–1879)                                   | ジョナサン・ピール (1799–1879)                                   | ジョナサン・ピール (1799–1879)                                   | ジョナサン・ピール (1799–1879)                                   |  |  |  |  |  |  |  |  |  |  |  |  |
|                                                   |                                                   |                                                   |                                                   |                                                   |                                                   |                  |  |                                                                  |                                                                  |                                                                  |                                                                  |                                                                  |                                                                  |  |  |  |  |  |  |  |  |  |  |  |  |
|                                                   |                                                   |                                                   |                                                   |                                                   |                                                   | 1895年ピール子爵 |  |                                                                  |                                                                  |                                                                  |                                                                  |                                                                  |                                                                  |  |  |  |  |  |  |  |  |  |  |  |  |
| 3代準男爵 ロバート・ピール (1822–1895)            | 3代準男爵 ロバート・ピール (1822–1895)            | 3代準男爵 ロバート・ピール (1822–1895)            | 3代準男爵 ロバート・ピール (1822–1895)            | 3代準男爵 ロバート・ピール (1822–1895)            | 3代準男爵 ロバート・ピール (1822–1895)            |                  |  | 初代ピール子爵 アーサー・ピール (1829–1912)                      | 初代ピール子爵 アーサー・ピール (1829–1912)                      | 初代ピール子爵 アーサー・ピール (1829–1912)                      | 初代ピール子爵 アーサー・ピール (1829–1912)                      | 初代ピール子爵 アーサー・ピール (1829–1912)                      | 初代ピール子爵 アーサー・ピール (1829–1912)                      |  |  |  |  |  |  |  |  |  |  |  |  |
| 3代準男爵 ロバート・ピール (1822–1895)            | 3代準男爵 ロバート・ピール (1822–1895)            | 3代準男爵 ロバート・ピール (1822–1895)            | 3代準男爵 ロバート・ピール (1822–1895)            | 3代準男爵 ロバート・ピール (1822–1895)            | 3代準男爵 ロバート・ピール (1822–1895)            |                  |  | 初代ピール子爵 アーサー・ピール (1829–1912)                      | 初代ピール子爵 アーサー・ピール (1829–1912)                      | 初代ピール子爵 アーサー・ピール (1829–1912)                      | 初代ピール子爵 アーサー・ピール (1829–1912)                      | 初代ピール子爵 アーサー・ピール (1829–1912)                      | 初代ピール子爵 アーサー・ピール (1829–1912)                      |  |  |  |  |  |  |  |  |  |  |  |  |
|                                                   |                                                   |                                                   |                                                   |                                                   |                                                   | 1929年ピール伯   |  |                                                                  |                                                                  |                                                                  |                                                                  |                                                                  |                                                                  |  |  |  |  |  |  |  |  |  |  |  |  |
| 4代準男爵 ロバート・ピール (1867–1925)            | 4代準男爵 ロバート・ピール (1867–1925)            | 4代準男爵 ロバート・ピール (1867–1925)            | 4代準男爵 ロバート・ピール (1867–1925)            | 4代準男爵 ロバート・ピール (1867–1925)            | 4代準男爵 ロバート・ピール (1867–1925)            |                  |  | 初代ピール伯 2代ピール子爵 ウィリアム・ピール (1867–1937)        | 初代ピール伯 2代ピール子爵 ウィリアム・ピール (1867–1937)        | 初代ピール伯 2代ピール子爵 ウィリアム・ピール (1867–1937)        | 初代ピール伯 2代ピール子爵 ウィリアム・ピール (1867–1937)        | 初代ピール伯 2代ピール子爵 ウィリアム・ピール (1867–1937)        | 初代ピール伯 2代ピール子爵 ウィリアム・ピール (1867–1937)        |  |  |  |  |  |  |  |  |  |  |  |  |
| 4代準男爵 ロバート・ピール (1867–1925)            | 4代準男爵 ロバート・ピール (1867–1925)            | 4代準男爵 ロバート・ピール (1867–1925)            | 4代準男爵 ロバート・ピール (1867–1925)            | 4代準男爵 ロバート・ピール (1867–1925)            | 4代準男爵 ロバート・ピール (1867–1925)            |                  |  | 初代ピール伯 2代ピール子爵 ウィリアム・ピール (1867–1937)        | 初代ピール伯 2代ピール子爵 ウィリアム・ピール (1867–1937)        | 初代ピール伯 2代ピール子爵 ウィリアム・ピール (1867–1937)        | 初代ピール伯 2代ピール子爵 ウィリアム・ピール (1867–1937)        | 初代ピール伯 2代ピール子爵 ウィリアム・ピール (1867–1937)        | 初代ピール伯 2代ピール子爵 ウィリアム・ピール (1867–1937)        |  |  |  |  |  |  |  |  |  |  |  |  |
| 5代準男爵 ロバート・ピール (1898–1934)            | 5代準男爵 ロバート・ピール (1898–1934)            | 5代準男爵 ロバート・ピール (1898–1934)            | 5代準男爵 ロバート・ピール (1898–1934)            | 5代準男爵 ロバート・ピール (1898–1934)            | 5代準男爵 ロバート・ピール (1898–1934)            |                  |  | 2代ピール伯 3代ピール子爵 7代準男爵 アーサー・ピール (1901-1969) | 2代ピール伯 3代ピール子爵 7代準男爵 アーサー・ピール (1901-1969) | 2代ピール伯 3代ピール子爵 7代準男爵 アーサー・ピール (1901-1969) | 2代ピール伯 3代ピール子爵 7代準男爵 アーサー・ピール (1901-1969) | 2代ピール伯 3代ピール子爵 7代準男爵 アーサー・ピール (1901-1969) | 2代ピール伯 3代ピール子爵 7代準男爵 アーサー・ピール (1901-1969) |  |  |  |  |  |  |  |  |  |  |  |  |
| 5代準男爵 ロバート・ピール (1898–1934)            | 5代準男爵 ロバート・ピール (1898–1934)            | 5代準男爵 ロバート・ピール (1898–1934)            | 5代準男爵 ロバート・ピール (1898–1934)            | 5代準男爵 ロバート・ピール (1898–1934)            | 5代準男爵 ロバート・ピール (1898–1934)            |                  |  | 2代ピール伯 3代ピール子爵 7代準男爵 アーサー・ピール (1901-1969) | 2代ピール伯 3代ピール子爵 7代準男爵 アーサー・ピール (1901-1969) | 2代ピール伯 3代ピール子爵 7代準男爵 アーサー・ピール (1901-1969) | 2代ピール伯 3代ピール子爵 7代準男爵 アーサー・ピール (1901-1969) | 2代ピール伯 3代ピール子爵 7代準男爵 アーサー・ピール (1901-1969) | 2代ピール伯 3代ピール子爵 7代準男爵 アーサー・ピール (1901-1969) |  |  |  |  |  |  |  |  |  |  |  |  |
| 6代準男爵 ロバート・ピール (1920–1942)            | 6代準男爵 ロバート・ピール (1920–1942)            | 6代準男爵 ロバート・ピール (1920–1942)            | 6代準男爵 ロバート・ピール (1920–1942)            | 6代準男爵 ロバート・ピール (1920–1942)            | 6代準男爵 ロバート・ピール (1920–1942)            |                  |  | 3代ピール伯 4代ピール子爵 8代準男爵 ウィリアム・ピール (1947–)   | 3代ピール伯 4代ピール子爵 8代準男爵 ウィリアム・ピール (1947–)   | 3代ピール伯 4代ピール子爵 8代準男爵 ウィリアム・ピール (1947–)   | 3代ピール伯 4代ピール子爵 8代準男爵 ウィリアム・ピール (1947–)   | 3代ピール伯 4代ピール子爵 8代準男爵 ウィリアム・ピール (1947–)   | 3代ピール伯 4代ピール子爵 8代準男爵 ウィリアム・ピール (1947–)   |  |  |  |  |  |  |  |  |  |  |  |  |
| 6代準男爵 ロバート・ピール (1920–1942)            | 6代準男爵 ロバート・ピール (1920–1942)            | 6代準男爵 ロバート・ピール (1920–1942)            | 6代準男爵 ロバート・ピール (1920–1942)            | 6代準男爵 ロバート・ピール (1920–1942)            | 6代準男爵 ロバート・ピール (1920–1942)            |                  |  | 3代ピール伯 4代ピール子爵 8代準男爵 ウィリアム・ピール (1947–)   | 3代ピール伯 4代ピール子爵 8代準男爵 ウィリアム・ピール (1947–)   | 3代ピール伯 4代ピール子爵 8代準男爵 ウィリアム・ピール (1947–)   | 3代ピール伯 4代ピール子爵 8代準男爵 ウィリアム・ピール (1947–)   | 3代ピール伯 4代ピール子爵 8代準男爵 ウィリアム・ピール (1947–)   | 3代ピール伯 4代ピール子爵 8代準男爵 ウィリアム・ピール (1947–)   |  |  |  |  |  |  |  |  |  |  |  |  |
|                                                   |                                                   |                                                   |                                                   |                                                   |                                                   |                  |  | クランフィールド子爵(儀礼称号) アシュトン・ピール (1976-)        |                                                                  |                                                                  |                                                                  |                                                                  |                                                                  |  |  |  |  |  |  |  |  |  |  |  |  |
|                                                   |                                                   |                                                   |                                                   |                                                   |                                                   |                  |  |                                                                  |                                                                  |                                                                  |                                                                  |                                                                  |                                                                  |  |  |  |  |  |  |  |  |  |  |  |  |
|                                                   |                                                   |                                                   |                                                   |                                                   |                                                   |                  |  | ニコラス・ピール (2015-)                                         |                                                                  |                                                                  |                                                                  |                                                                  |                                                                  |  |  |  |  |  |  |  |  |  |  |  |  |